# Vitiligo
 Denne artikel bør gennemlæses af en person med fagkendskab for at sikre den faglige korrekthed.

Vitiligo er en autoimmun hudsygdom, hvor melanocytterne, pigmentcellerne, angriber hinanden af ukendte årsager; dette forårsager hvide skjolder de udsatte steder i huden.
Vitiligo kan behandles, men det er svært at få melanocytterne tilbage i de udsatte steder. Behandlingen kan være Ultraviolet lys og cremer som protopic (tacrolimus), og der anbefales daglig sund kost og vitaminer (B12 og Folinsyre).
Vitiligo kan angiveligt også behandles med visse naturprodukter. Vitiligo er ikke farligt. Vitiligopatienten er også ekstra sårbar over for solens stråler og skal derved passe rigtig godt på om sommeren og bruge solcreme med meget høj faktor på de udsatte steder.
Vitiligo kan opstå i hvilken som helst alder, men oftest kommer den i 20- til 30-års-alderen og kan vise sig overalt på kroppen; de hyppigste steder sygdommen fremkommer er dog ansigt, bryst, arme, hænder og ben. Hudtilstanden har det med at sprede sig og følger oftest en symmetrisk udvikling.
Den nu afdøde poplegende Michael Jackson led af Vitiligo. Dette er blevet bekræftet af læger og ham selv. Vitiligo fjernede pigmenteringen i hans hud og lavede hvide plamager på størstedelen af hans krop.